# Antesignani
Dans la Rome antique, tant au Haut qu'au Bas-Empire romain, ce terme désigne des soldats placés devant les enseignes, à l'avant de la formation de combat, mais les Antesignani étaient aussi des troupes légères d’élite qui formaient l’avant-garde d’une légion, formés pour combattre en dehors de la formation de combat classique de l’infanterie lourde.

## Histoire
Antesignani signifie « ceux devant l’étendard » (Signus, Signum). Apparu à la suite des réformes militaires de l’époque de Marius entre la fin du IIe siècle et le début du Ier siècle av. J.-C.
Armés de lances, de plusieurs javelots légers et d’un glaive, ils avaient une cuirasse plus légère (une simple cuirasse pectorale de bronze au lieu de la lorica hamata), un casque de bronze type Coolus et de petits boucliers ovales au lieu des pesants scuta pour une plus grande agilité.
Durant la marche de la légion, la tâche des Antesignani était de protéger les colonnes en mouvements, explorant la zone de déplacement et sécurisant les avants de l’armée. Durant le combat, ils pouvaient être utilisés à l’avant-garde de la légion pour répondre aux tirailleurs ennemis ou soutenir la cavalerie.
Les Antesignani reprirent le rôle des troupes légères de Vélites, disparus avec les réformes militaires de l’époque de Marius au IIe siècle av. J.-C., et rendant la légion dépendante de l’infanterie légère auxiliaire. Ce vide fut compensé au cours du Ier siècle av. J.-C. par le recrutement de légionnaires d’élite comme les Antesignani.
Loin de disparaître par la suite, les hommes effectuant ces missions ont été désignés par le terme de Lanciarii.